# 特征 (机器学习)
在机器学习和模式识别中，特征是被观测对象的可测量性能或特性。在模式识别、分类和回归中，信息特征的选择、判别和独立特征的选择是有效算法的关键步骤。特征通常是数值型的，但语法模式识别可以使用结构特征（如字符串和图）。“特征”的概念与線性回歸等统计技术中使用的解释变量有关。